# 남양로동자구

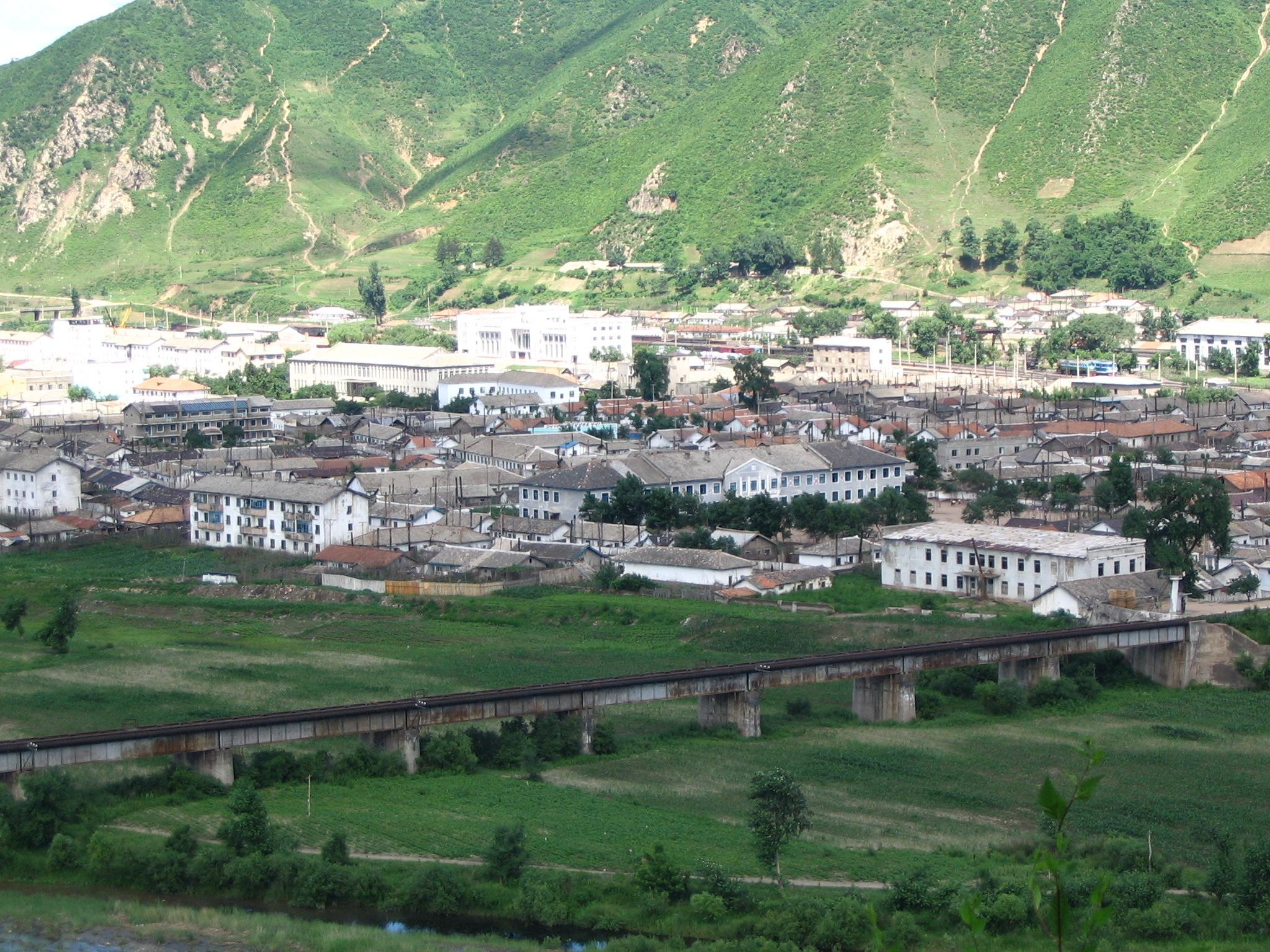
두만강 건너에서 바라본 남양

남양로동자구(南陽勞動者區)는 조선민주주의인민공화국 함경북도 온성군 소속의 로동자구이다. 동쪽으로는 풍리리, 남쪽으로는 영강리, 북쪽으로는 세선리와 접하며 서쪽으로는 두만강을 사이에 두고 중화인민공화국 지린성 투먼 시와 접한다. 남양이라는 지명은 양지바른 남쪽에 위치한 마을이라고 하여 붙여진 이름이다.

## 역사
- 1914년: 온성군 어후면 강항동, 상탄동, 하탄동을 통합한 유포면 남양동이 신설됨.
- 1945년: 광복과 함께 유포면이 남양면으로 이름을 바꾸면서 남양면 남양동이 됨.
- 1949년: 남양면 남양리로 개편됨.
- 1952년: 군면리 대폐합에 따라 온성군 남양리로 개편됨.
- 1954년: 온성군 온성읍으로 승격됨.
- 1975년: 온성군 남양로동자구로 격하됨.

## 같이 보기
- 남양역